# Stora Uttertjärnen
Stora Uttertjärnen är en sjö i Vansbro kommun i Dalarna och ingår i Göta älvs huvudavrinningsområde.